# Formule de Brahmagupta
En géométrie euclidienne, la formule de Brahmagupta, portant le nom du mathématicien indien du VIIe siècle Brahmagupta, est une généralisation de la formule de Héron à l'aire d'un quadrilatère convexe inscriptible (c'est-à-dire dont les sommets se situent sur un même cercle), uniquement en fonction des longueurs de ses côtés :
{\displaystyle S={\sqrt {(p-a)(p-b)(p-c)(p-d)}}}
où {\displaystyle p={\frac {1}{2}}(a+b+c+d)\,}
est le demi-périmètre du quadrilatère, a, b, c et d sont les longueurs de ses côtés et S son aire .
Elle représente un cas particulier de la formule de Bretschneider donnant l'aire d'un quadrilatère non forcément inscriptible, concave ou convexe mais non croisé.

## Démonstration

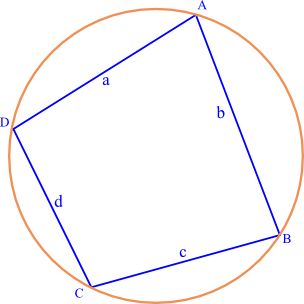
Figure illustrative.

En suivant les notations de la figure, l'aire S du quadrilatère inscriptible est la somme des aires des triangles (ADB) et (BDC) :
{\displaystyle S={\frac {1}{2}}ab\sin {\widehat {A}}+{\frac {1}{2}}cd\sin {\widehat {C}}}
mais comme (ABCD) est inscriptible, les angles en A et C sont supplémentaires et ont le même sinus, par suite : {\displaystyle S={\frac {1}{2}}(ab+cd)\sin {\widehat {A}}}
d'où en élevant au carré :
{\displaystyle 4S^{2}=(ab+cd)^{2}-\cos ^{2}{\widehat {A}}(ab+cd)^{2}\,}
En appliquant le théorème d'Al-Kashi aux triangles (ADB) et (BDC) et en égalant les expressions du côté commun DB, on obtient :
{\displaystyle a^{2}+b^{2}-2ab\cos {\widehat {A}}=c^{2}+d^{2}-2cd\cos {\widehat {C}}\,}
ce qui s'écrit puisque les angles en A et C sont supplémentaires :
{\displaystyle 2\cos {\widehat {A}}(ab+cd)=a^{2}+b^{2}-c^{2}-d^{2}.\,}
En reportant dans la formule précédente, on obtient :
{\displaystyle {\begin{aligned}16S^{2}&=4(ab+cd)^{2}-(a^{2}+b^{2}-c^{2}-d^{2})^{2}\\&=(2(ab+cd)+a^{2}+b^{2}-c^{2}-d^{2})(2(ab+cd)-a^{2}-b^{2}+c^{2}+d^{2})\\&=((a+b)^{2}-(c-d)^{2})((c+d)^{2}-(a-b)^{2})\\&=(a+b+c-d)(a+b-c+d)(a-b+c+d)(-a+b+c+d).\end{aligned}}}
En introduisant {\displaystyle p={\frac {a+b+c+d}{2}}}, on obtient :
{\displaystyle 16S^{2}=16(p-a)(p-b)(p-c)(p-d)\,}
d'où
{\displaystyle S={\sqrt {(p-a)(p-b)(p-c)(p-d)}}.}

## Cas particuliers
- Le carré correspond au cas {\displaystyle b=c=d=a,\quad p=2a} et {\displaystyle S={\sqrt {a^{4}}}=a^{2}\,}
- Le rectangle correspond au cas {\displaystyle a=b=L,\quad c=d=l,\quad p=(L+l)} et {\displaystyle S={\sqrt {L^{2}\cdot l^{2}}}=L\cdot l\,}
- Le triangle correspond au cas {\displaystyle d=0\quad } : on retrouve alors la formule de Héron.

## Aire d'un quadrilatère inscriptible croisé
Dans le cas d'un quadrilatère inscriptible croisé, l'aire algébrique {\displaystyle S}, différence des aires des triangles (ADB) et (BDC), est donnée au signe près par : {\displaystyle 4S^{2}=(ab-cd)^{2}\sin ^{2}{\widehat {A}}}, qui conduit de la même façon que ci-dessus à :
{\displaystyle 16S^{2}=4(ab-cd)^{2}-(a^{2}+b^{2}-c^{2}-d^{2})^{2}=-(a+b+c+d)(a+b-c-d)(a-b+c-d)(a-b-c+d)},
ce qui revient à changer l'une des 4 lettres {\displaystyle a,b,c,d} en son opposé dans la formule de Brahmagupta. On a aussi :
{\displaystyle S^{2}=(p-a)(p-b)(p-c)(p-d)-abcd}.
On retrouve par exemple que l'aire est nulle pour un antiparallélogramme ({\displaystyle a=c,b=d}).

## Généralisation à l'aire d'un polygone inscriptible
En utilisant les fonctions symétriques élémentaires {\displaystyle \sigma _{i}} de {\displaystyle a^{2},b^{2},c^{2},d^{2}}, la formule de Brahmagupta pour un quadrilatère inscriptible convexe s'écrit {\displaystyle 16S^{2}=8abcd+2\sigma _{2}-(a^{4}+b^{4}+c^{4}+d^{4})=8abcd+4\sigma _{2}-\sigma _{1}^{2}}, et pour un quadrilatère inscriptible croisé, {\displaystyle 16S^{2}=-8abcd+4\sigma _{2}-\sigma _{1}^{2}}, d'où la relation valable pour un quadrilatère inscriptible quelconque : {\displaystyle (16S^{2}-4\sigma _{2}+\sigma _{1}^{2})^{2}=64\sigma _{4}}.
David Robbins a démontré que plus généralement, l'aire {\displaystyle S} d'un polygone  inscriptible de côtés de longueurs {\displaystyle a_{1},a_{2},\cdots ,a_{n}} vérifie une relation du type {\displaystyle P(16S^{2},a_{1}^{2},a_{2}^{2},\cdots ,a_{n}^{2})=0} où {\displaystyle P} est un polynôme à coefficients entiers symétrique en ses {\displaystyle n} dernières variables,.
Dans le cas {\displaystyle n=5},  cette relation a permis de déterminer les propriétés des pentagones de Robbins, pentagones à longueurs de côtés et aire rationnelles.